# Paris (filme de 1926)
Paris (bra: Uma Aventura em Paris) é um filme mudo estadunidense de 1926, do gênero drama romântico, dirigido por Edmund Goulding, e estrelado por Charles Ray e Joan Crawford.

## Sinopse
Um jovem milionário chamado Jerry (Charles Ray) está de férias em Paris e visita o clube Birdcage Cafe, onde ele conhece "A Garota" (Joan Crawford). O problema surge quando "O Gato" (Douglas Gilmore), apaixonado pela garota, acaba ferindo Jerry em um ataque de ciúmes. "A Garota" cuida de Jerry até ele ficar saudável novamente, enquanto "O Gato" começa a planejar o assassinato da moça.

## Elenco
- Charles Ray como Jerry
- Joan Crawford como A Garota
- Douglas Gilmore como O Gato
- Michael Visaroff como Rocco
- Rose Dione como Marcelle
- Jean Galeron como Pianista
- Louis Mercier como Gigolô (não-creditado)

## Recepção

### Bilheteria
De acordo com os registros da Metro-Goldwyn-Mayer, o filme arrecadou US$ 275.000 nacionalmente e US$ 92.000 no exterior, totalizando US$ 367.000 mundialmente. O retorno lucrativo da produção foi de US$ 169.000.